# Ptesimogastroides cerdai
Ptesimogastroides cerdai är en stekelart som beskrevs av Braet 2001. Ptesimogastroides cerdai ingår i släktet Ptesimogastroides och familjen bracksteklar. Inga underarter finns listade i Catalogue of Life.